# 凉水断桥
凉水断桥原名稳城大桥，俗称断桥，位于中华人民共和国吉林省延边州图们市凉水镇龙虎村以南，与朝鲜穩城郡之间的图们江上，目前属于吉林省文物保护单位。
大桥于1936年春由朝鲜总督府和满洲国关东军司令部组织动工修建，1937年通车使用。大桥建成后成为日本关东军把掠夺的中国东北地区的物资通过朝鲜运回日本的重要通道，同时也是中朝之间开展贸易和人员往来的重要通道。1945年8月8日，苏联对日宣战。为了切断苏军的追击，日本关东军于8月12日对该桥实施爆破，大桥从此成为一条断桥。2006年凉水断桥被图们市政府批准为图们爱国主义教育基地。2014年公布为吉林省第七批文物保护单位。